# Svetovni dan romskega jezika
Svetovni dan romskega jezika  je namenjen promociji romskega jezika, kulture in izobraževanja. Praznuje se vsako leto 5. novembra, od leta 2009 dalje. Leta 2012 je Hrvaški parlament uradno priznal ta dan, kar je pomenilo pomemben korak k priznavanju in podpori romske skupnosti na Hrvaškem. Leta 2015 je UNESCO razglasil 5. november za Svetovni dan romskega jezika. Od leta 2018 dalje, 16 držav članic Sveta Evrope priznava romski jezik kot manjšinski jezik v skladu z Evropsko listino o regionalnih ali manjšinskih jezikih.

## Izvor
5. novembra 2008 je v Zagrebu potekala predstavitev prvega romsko-hrvaškega in hrvaško-romskega slovarja, ki ga je napisal romski učenjak in politik Veljko Kajtazi. Na tej predstavitvi so predstavniki romske skupnosti iz vsega sveta in člani Hrvaškega javnega življenja podpisali listino. Ta listina je 5. november razglasila za Dan romskega jezika v Republiki Hrvaški. Pobudnika in organizatorja podpisa listine sta Veljko Kajtazi in Hrvaško društvo za izobraževanje Romov "Kali Sara" (danes Hrvaška romska zveza "KALI SARA"). Listino je podpisalo približno 150 posameznikov.
Leta 2009 sta med Svetovnim simpozijem za standardizacijo in kodifikacijo romskega jezika, ki je potekal od 3. do 5. novembra 2009 v Zagrebu na Hrvaškem, Mednarodna romska zveza in Hrvaška zveza za izobraževanje Romov "Kali Sara" izdali deklaracijo. V tej deklaraciji sta pozvala vse države, kjer živijo Romi, da priznajo 5. november kot Svetovni dan romskega jezika. Ta dogodek je zaznamoval tudi prvo uradno praznovanje tega datuma, s čimer se je začelo letno obeleževanje Svetovnega dneva romskega jezika.

## Mednarodno sprejetje
Hrvaški sabor je na seji 25. maja 2012 soglasno (122 glasov za) sprejel zahtevo svojih poslancev za podporo mednarodni pobudi za obeležitev 5. novembra kot Svetovnega dneva romskega jezika. S tem je postal prvi parlament na svetu, ki je to storil in povabil druge nacionalne parlamente, mednarodne institucije in organizacije ter vse ljudi dobre volje po svetu, da se pridružijo pobudi.
Na zahtevo Republike Hrvaške je  UNESCO leta 2015 razglasil 5. november za Svetovni dan romskega jezika.